# Учение и заветы

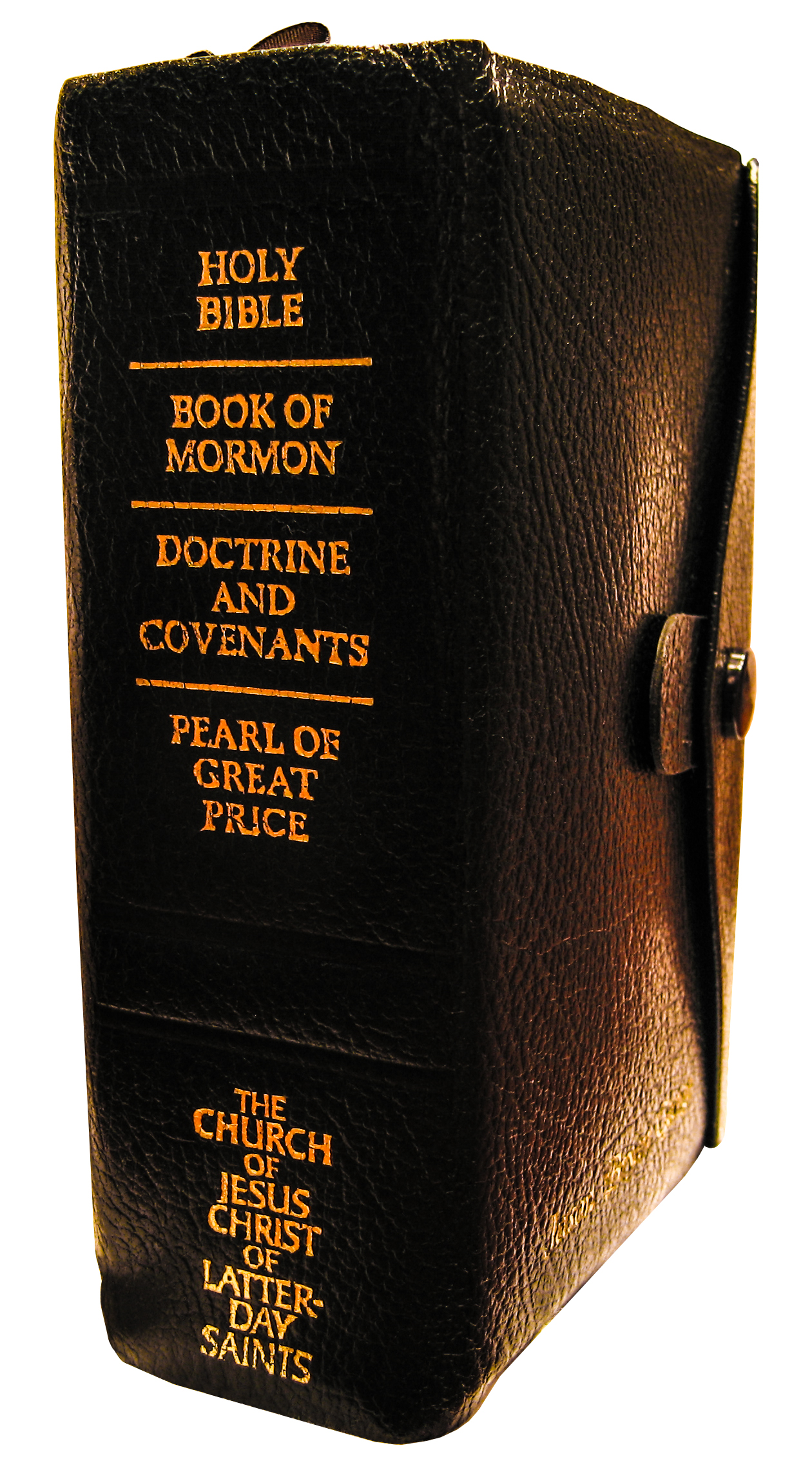
Интегрированное издание Священных писаний Церкви Иисуса Христа СПД на английском языке

Учение и заветы (англ. Doctrine and Covenants) — Священное Писание, признаваемое Церковью Иисуса Христа Святых последних дней. В книге содержатся откровения, данные основателю церкви Джозефу Смиту, а также несколько откровений, полученных другими пророками последних дней (разделы 135, 136 и 138, «Официальные заявления 1 и 2»). Книга не содержит перевода древних писаний в отличие от большинства других священных книг.
«Учение и заветы» посвящена правилам организации Церкви Иисуса Христа СПД и содержит базовые учения церкви, которые отсутствуют в других «образцовых трудах» церкви (Библия, Книга Мормона, «Драгоценная жемчужина»). В книге описываются церковные таинства и обряды, административная структура церкви. В некоторых разделах говорится также о работе Джозефа Смита над переводом Книги Мормона и ряда глав Библии.
Некоторые из этих откровений были впервые опубликованы в Сионе (ныне город Индепенденс), штат Миссури, в 1833 году под названием «Книга заповедей по управлению Церковью Христа» (англ. A Book of Commandments for the Government of the Church of Christ). Поскольку поток откровений продолжался, через два года в городе Киртланде, штат Огайо, вышло в свет расширенное издание «Учение и заветы Церкви Святых последних дней» (Doctrine and Covenants of the Church of the Latter Day Saints).
Джозеф Смит, почитаемый членами церкви за пророка, не только перевёл Книгу Мормона, но также собрал и другие откровения «полученные им от Бога». Большая часть этих откровений находится в двух других книгах современных писаний: «Учение и Заветы» и «Драгоценная Жемчужина».
«Учение и Заветы» — образцовый труд Церкви Иисуса Христа Святых последних дней. Главная цель книги — объяснить членам и лидерам Церкви, как должна быть устроена Церковь Иисуса Христа СПД, и как необходимо руководить ей «чтобы она была в гармонии с царством Христа». В книге также находится много откровений о важных учениях. Большая часть откровений была «получена пророком Джозефом Смитом» (133 раздела). Остальные разделы (включая два официальных заявления) были написаны другими лидерами Церкви Иисуса Христа СПД.
Большая часть отрывков в книге «Учение и Заветы» имеет особенный исторический характер и «была получена от Бога в ответ на особые молитвы». Многие разделы написаны по просьбе какого-либо конкретного члена Церкви, но слова в этих разделах имеют универсальный характер.
Члены Церкви признают эти откровения как «вол[ю] Господа, … ум Господа, … слово Господа, … голос Господа и сил[у] Божья во спасение» (Учение и Заветы 68:4).
Важно заметить, что не все откровения, полученные Джозефом Смитом, содержатся в книге «Учение и Заветы». Некоторые из них включены в Историю Церкви. Решение, какие откровения должны быть внесены в «Учение и Заветы», принимается Первым Президентством и Кворумом Двенадцати Апостолов Церкви Иисуса Христа СПД.
Данная книга подтверждает учения Книги Мормона, открывает новые принципы, объясняет их более детально и даёт больше наставлений о руководстве. Книга также предупреждает об истреблении в будущем всех тех, кто не покается. Таким образом, книга «Учение и Заветы» интерпретирует и «подтверждает» пророчества о последних днях, что находятся в Библии.

## История Книги «Учение и Заветы»
Джозеф Смит получил множество откровений об основах Евангелия и о том, как руководить Церковью Иисуса Христа Святых последних дней. И хотя многие из откровений объявлялись на конференциях, и Джозеф раздавал копии откровений миссионерам и руководителям Церкви, большинство людей не знали, о чём были эти откровения.
Печатное дело, основанное в штате Миссури Уильямом У. Фелпсом, помогло в решении этой проблемы. В ноябре 1831 года проводилось множество совещаний и конференций о публикации откровений. К этому времени Джозеф Смит записал 60 откровений. Было решено опубликовать десять тысяч копий этих откровений в форме книги. Позднее число копий уменьшили до трёх тысяч. Название книги было «Книга Заповедей» (в 1835 году название изменили на «Учение и Заветы», когда новая версия книги с добавлениями была напечатана в Киртланде, штат Огайо), и откровения из первого раздела «Учение и Заветы» стало вступлением к книге.
К книге было добавлено приложение, и Джозеф проверил все манускрипты откровений, чтобы в них не было никаких ошибок. Джону Уитмеру и Оливеру Каудери было поручено доставить манускрипты в штат Миссури. Они выехали 20 ноября 1831 года и прибыли в город Индепенденс 5 января 1832 года. В июне Уильям У. Фелпс начал набирать шрифт для книги. Первое издание было опубликовано в 1833 году и состояло всего лишь из пяти-шести разделов. После первого издания были получены другие откровения и некоторые ранние материалы удалялись, пока Книга не приняла сегодняшний вид.
Почти одна треть всех откровений в «Учение и Заветы» была получена в период август 1831—апрель 1834 года. Джозеф Смит сказал, что откровения в «Книге Заповедей» были «основанием Церкви в последние дни».
Во введении к Книге «Учение и Заветы» говорится: «Большинство откровений этого сборника было получено через Джозефа Смита-младшего, первого Пророка и Президента Церкви Иисуса Христа Святых последних дней. Другие откровения были получены через некоторых из его преемников в Президентстве Церкви (см. Заголовки разделов 135, 136 и 138 и „Официальные заявления 1 и 2“)».
Как один из образцовых трудов Церкви, Книга «Учение и Заветы» уникальна, «поскольку это не перевод древней рукописи, а современное Священное Писание, данное Богом через Его избранных Пророков для восстановления Его святых трудов и для создания Царства Божия на Земле в эти дни» (см. Введение к «Учению и Заветам»).
В этих откровениях даются учения Евангелия с объяснениями таких основополагающих вопросов, как сущность Божества, происхождение человека, реальность сатаны, цель смертной жизни, необходимость повиновения, необходимость покаяния, деяния Святого Духа, Таинства и обряды, относящиеся к спасению, обязанности и сущность Священства, судьба Земли, будущие состояния человека после воскресения и суда, вечность супружеских отношений, вечная сущность семьи. В «Учение и Заветы» также показано постепенное раскрытие административной структуры Церкви через призвание Епископа, создание Первого Президентства, Совета Двенадцати, Совета Семидесяти, а также создание других руководящих структур и кворумов.
И, наконец, «Учение и Заветы» — это свидетельство о том, что Иисус есть Христос и что Он руководит Его Церковью и говорит с Его избранными слугами в эти дни также, как Он говорил с Его слугами в древние времена.